# 괴테 (영화)
《괴테》(독일어: Goethe!)는 2010년 개봉한 독일의 드라마, 로맨스 영화이다. 요한 볼프강 폰 괴테의 소설 《젊은 베르테르의 슬픔》을 참고로 제작되었다.

## 출연진
주연
- 알렉산더 페링 : 요한 볼프강 폰 괴테 역
- 모리츠 블라이브트로이 : 알베르트 케스트너 역
- 미리엄 스테인 : 로테 역

조연
- 볼커 브루흐 : 빌헬름 예루살렘 역
- 버그하트 클로브너 : 바더 버프 역
- 헨리 허브첸 : 요한 카스파 괴테 - 바터 역
- 한스 마이클 레베르그 : 게르흐츠라시던트 카머마이어 역
- 안나 뵈트허 : 하우스마천 역
- 자베르 휴터 : 프런드 괴테 역
- 엑셀 밀버그 : 벌리거 역
- 조세프 오스텐도르프 : 프로모션스트루퍼 역

## 수상
- 2011년 제24회 도쿄국제영화제 특별초대작
- 2011년 제37회 시애틀국제영화제 Love me, Do! Pathway
- 2011년 제34회 밀 밸리 영화제 세계영화
- 2011년 제61회 독일 영화상 수상 베스트 분장상 (하이크 머커 외 1명)